# Люлька Архип Михайлович
Архи́п Миха́йлович Лю́лька (10 (23) березня 1908, Саварка, Київська губернія (нині Обухівського району, Київської області) — 1 червня 1984, Москва, СРСР) — український радянський конструктор авіаційних двигунів. Член-кореспондент АН СРСР (з 1960), академік АН СРСР (1968).

## Життєпис
У 1925 році закінчив ремісниче училище в Білій Церкві. З другого разу вступив до Київського політехнічного інституту, який закінчив у 1931. Учень Михайла Кравчука.
У 1937—1939 роках, працюючи у Харківському авіаційному інституті, розробив проєкт конструкції першого в СРСР двоконтурного турбореактивного двигуна (ТРД).
Розробив проєкт конструкції першого у світі двоконтурного турбореактивного двигуна (1939—1941), інших двигунів. Дослідив нові енергетичні речовини.
З 1939 році працював над подальшим розвитком будови свого ТРД в Ленінграді в КБ на одному з місцевих машинобудівних заводів.
У 1941—1942 роках евакуйований у Башкірську АРСР, працював на закритому танковому заводі у Челябінську.
В 1943 році був направлений в Москву, де працював над проєктами авіаційних двигунів.
1941 року А. М. Люлька запатентував двоконтурну схему турбореактивного двигуна — ТРДД, але на той момент не було можливостей для її практичної реалізації (це стане можливим тільки у 1960-ті роки). Розуміючи це, Архип Михайлович запропонував двигун, заснований на більш простій одноконтурній схемі. Але і цей проект випередив свій час, не маючи аналогів. Двоконтурна схема турбореактивного двигуна є головною схемою сучасних[коли?] двигунів як військової, так і цивільної авіації.[джерело?]
З 1946 року — головний конструктор авіаційних двигунів. Згодом під його керівництвом створені потужні ТРД нового типу.
Був піонером розробки турбореактивних двигунів для надзвукової авіації, зробивши перші кроки у цьому напрямі ще в далекі тридцяті роки. Під його керівництвом створюється спеціальне КБ, нині НВО «Сатурн», яке носить його ім'я.
У 1938 році групою Архипа Люльки розроблений проєкт двигуна РГД-1, що дав би змогу літаку, за задумом авторів, розвинути швидкість до 900 км/год. Але справжнє визнання талановитий конструктор здобув у повоєнні роки.
28 травня 1947 року дослідний літак Су-11 з двигуном ТР-1 конструкції Люльки розвинув швидкість 900 км/год. Згодом ТР-1 було встановлено на дослідні літаки Іл-22. Восени 1957 року відбулися випробування літака Су-7, який вперше перевищив швидкість звуку вдвічі. На базі цього літака згодом були створені бомбардувальник і штурмовик. А один з останніх створених Люлькою двигунів АЛ-31Ф стоїть на всесвітньо відомому Су-27, яким встановлено 27 світових рекордів і виконуються такі фігури вищого пілотажу, як «Колокол» і «Кобра Пугачова». Дітище Архипа Люльки — двигун АЛ-29 встановлено на макеті-аналозі космічного корабля багаторазового використання «Буран», який свого часу був розроблений у КБ ім. Павла Сухого.
У 1948 році у процесі доводочних робіт на базі ТР-3 (тягою 4000 кг) було створено більш потужний двигун тягою 5000 кг, що отримав позначення АЛ-5 і став двигуном для відомих дослідних реактивних літаків: Як-1000, Ла-190, Іл-30, Іл-46. За створення цього двигуна велику групу співробітників КБ на чолі з А. М. Люлькою було нагороджено Державною премією. Після АЛ-5 всі наступні двигуни КБ А. М. Люльки позначалися ініціалами їх розробника.
У 1952 році випущено двигун АЛ-7 , який встановлювався на дослідних Іл-54 і на гідролітаках конструкторського бюро Г. М. Берієва Б-10, випущених невеликою серією. Модифікований форсажною камерою згорання АЛ-7 став ТРДФ, АЛ-7Ф і впроваджувався вже на серійних надзвукових літаках Су-7Б, Су-9 і Ту-128. Літаки П. С. Сухого і Г. М. Берієва з двигунами А. М. Люльки встановили понад двадцять світових рекордів.
Більш форсований варіант ТРДФ АЛ-21ФЗ (тягою 11200 кгс) став двигуном шести модифікацій літака з крилами змінної стріловидності Су-17 і такої ж кількості модифікацій військового бомбардувальника (з крилами змінної геометрії) Су-24. У 70-ті роки в ОКБ А. М. Люльки на базі двоконтурного реактивного двигуна було створено нові ТРДФ (АЛ-31 та інші), які не поступалися найкращим світовим аналогам. Конструкторську і наукову роботу А. М. Люлька успішно поєднував із громадською діяльністю. Його неодноразово обирали депутатом Верховної Ради СРСР.
У 1968 році Архип Михайлович був обраний дійсним членом Академії наук СРСР, де він очолював комісію газових турбін Академії.
Останні роки свого життя мешкав в будинку на Протоповському провулку, 6 у Москві. Помер 1 червня 1984 року та похований на Новодівичому цвинтарі у Москві.

## Двигуни Архипа Люльки на радянських літаках
- ТР-1 для Су-11 та Іл-22
- АЛ-5 для Іл-30 та Іл-46
- АЛ-7 для Іл-54
- АЛ-7Б (ПБ) для Ту-98

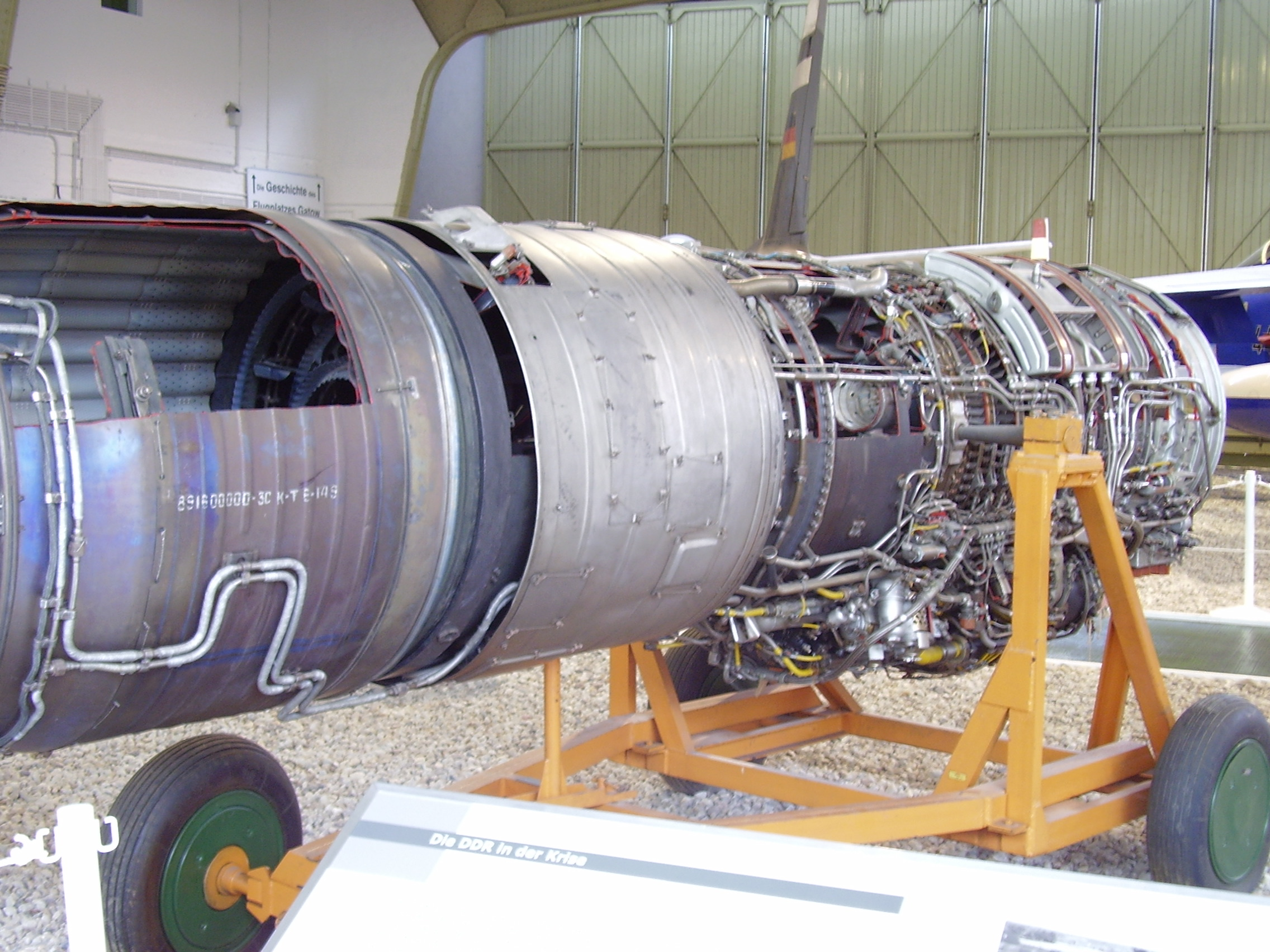
Двигун АЛ-21 Ф3 конструкції А. М. Люльки

- АЛ-7Ф-1 для Су-7 та його модифікацій
- АІ-7 для Су-9
- АЛ-21 для Су-22, Су-24
- АЛ-31 для Су-27, Су-30
- АЛ-35 для Су-27
- АЛ-41 для Су-37 та МіГ МФ1

## Відзнаки
- Герой Соціалістичної Праці (1957).
- Лауреат Ленінської премії (1976).
- Лауреат Сталінських премій (1948, 1951).

## Вшанування пам'яті
Вулиця Академіка Люльки у місті Львів.
Вулиці Архипа Люльки у містах Біла Церква, Богуслав, Дрогобич, Київ.
26 липня 2024 року у місті Харків вулицю Сонячногірську перейменували на вулицю Архипа Люльки.
25 травня 2007 року, у селі Саварка Обухівського району Київської області — рідному селі А. М. Люльки, на подвір'ї місцевої школи його імені відкрито пам'ятник академіку.
На фасаді корпусу № 6 Національного технічного університету України «Київський політехнічний інститут імені Ігоря Сікорського» встановлено меморіальну таблицю академіку Архипу Люльці, його портрет — у Галереї видатних випускників КПІ, за головним корпусом КПІ на алеї видатних вчених встановлено пам'ятник Архипу Михайловичу Люльці. Також меморіальні таблиці встановлені на фасаді моторобудівного факультету Харківського авіаційного інституту, на фасаді національного аграрного університету у Білій Церкві та на фасаді будинку на Протоповському провулку у Москві, де у 1974—1984 роках мешкав академік Архип Люлька (відкрита 14 серпня 1987 року).
23 березня 2018 року на державному рівні в Україні відзначалася пам'ятна дата — 110 років з дня народження Архипа Люльки (1908—1984), конструктора авіаційних двигунів.